# Ма Фусян
Ма Фуся́н (кит. упр. 马福祥, пиньинь Mǎ Fúxiáng, 1876 — 1932) — китайский военный и политик. По национальности — хуэйцзу.
Родился в 1876 году в Линься провинции Ганьсу. Во времена империи Цин был командующим войсками в Синине, а затем — Алтае. После свержения монархии в 1912 году стал командующим войсками в Синине, в 1912—1920 годах был командующим войсками в Нинся, в 1920—1925 годах — командующим войсками в регионе Суйюань. В 1928 году перешёл на сторону Чан Кайши и стал главой правительства провинции Аньхой. Был избран членом правительственной комиссии, затем назначен мэром Циндао. Был председателем Монголо-Тибетской комиссии. Умер в 1932 году.